# 4 Brygada WOP
4 Brygada Wojsk Ochrony Pogranicza – zlikwidowany związek taktyczny Wojsk Ochrony Pogranicza pełniący służbę graniczną na granicy polsko-czechosłowackiej.

## Formowanie i zmiany organizacyjne

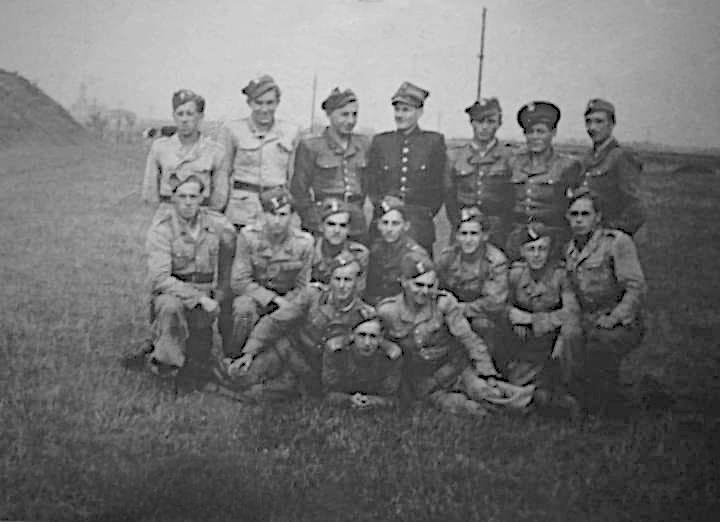
Żołnierze batalionu odwodowego w środku mjr Antoni Dujanowicz (p.o. d-ca batalionu) (1951)

4 Brygada Wojsk Ochrony Pogranicza JW 2445 została sformowana 1 stycznia 1951 na bazie 21 Brygady Ochrony Pogranicza, na podstawie rozkazu MBP nr 043/org z 3 czerwca 1950 z podległością Dowództwu WOP. Nowa numeracja batalionów i brygad weszła w życie z dniem 1 stycznia 1951. Sztab brygady stacjonował w Gliwicach ul. Nowotki obecnie Daszyńskiego 56. 1 lipca 1952 Dowództwo WOP przyjęło od komend wojewódzkich MO całokształt spraw związanych z zaopatrzeniem kwatermistrzowskim brygad, a te z kolei pododdziałów granicznych. Od tego czasu wojska ochrony pogranicza stały się w pełni samodzielne i niezależne w sprawach gospodarczych.

Zgodnie z etatem czasu „P” nr 352/14, na dzień 1 listopada 1954 brygada liczyła 3144 żołnierzy, a etat czasu „W” nr 352/11 przewidywał 3982 żołnierzy.

Zgodnie z etatem czasu „P” nr 352/35, na dzień 1 sierpnia 1957 brygada liczyła 2939 żołnierzy, a etat czasu „W” nr 0352/23 przewidywał 3832 żołnierzy.
Rozformowana 1 stycznia 1958. Na jej bazie powstała 4 Górnośląska Brygada WOP.

## Struktura organizacyjna
Skład organizacyjny 4 Brygady WOP podano za: Sławomir Żurawlow, Pododdziały Ochrony Pogranicza w Jaworzynce, Istebnej i Koniakowie – Rys historyczny 1922–2008, s. 39–40.

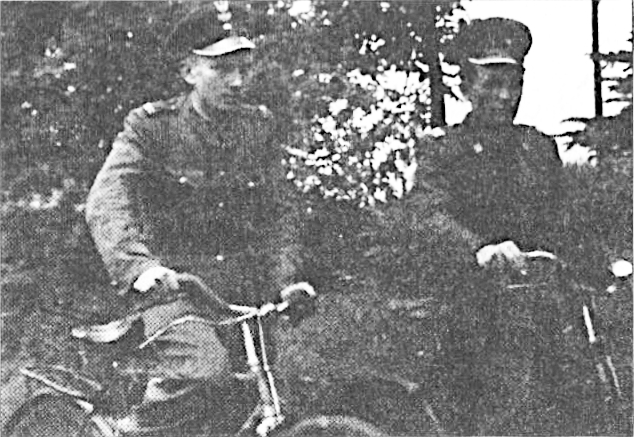
Absolwenci Szkoły Podoficerskiej 4 Brygady WOP. W mundurze wyjściowym plut. Stanisław Lewandowski (1954)

- Dowództwo, sztab i pododdziały dowodzenia
- 41 batalion WOP – Ustroń i 5 strażnic w 1956 przekazany pod komendę 3 Brygady WOP w Nowym Sączu[a]
- 42 batalion WOP – Cieszyn i 4 strażnice
- 43 batalion WOP – Racibórz i 5 strażnic
- 44 batalion WOP – Głubczyce i 6 strażnic
- 45 batalion WOP – Prudnik i 5 strażnic
- 46 batalion WOP – Paczków i 5 strażnic w sierpniu 1954 przekazany pod komendę 5 Brygady WOP w Kłodzku[b].
- Graniczne Placówki Kontrolne (GPK):
  - Cieszyn – kolejowa i drogowa
  - Zebrzydowice – kolejowa
  - Chałupki – drogowa
  - Głuchołazy – kolejowa.

Stan osobowy wynosił 3378 wojskowych.

## Sztandar brygady
Wręczenie sztandaru dla poprzednika brygady – Katowickiego Oddziału WOP nr 10 odbyło się 4 listopada 1946. W uroczystości udział wzięli m.in.: minister obrony narodowej, marszałek Polski Michał Rola-Żymierski, minister hutnictwa Hilary Minc, wojewoda śląski gen. bryg. Aleksander Zawadzki, dowódca Okręgu Wojskowego IV gen. Stanisław Popławski oraz szef Departamentu WOP gen. bryg. Gwidon Czerwiński.
Na lewej stronie płatu sztandaru, w dolnym prawym rogu, na tarczce znajduje się czterowierszowy napis: „C.Z.P. (HUTNICZEGO) 24.XI.1946”.
W drzewce sztandaru gwoździe pamiątkowe wbijali m.in.: gen. Marian Spychalski, minister Eugeniusz Szyr, Generalny Dziekan Wojska Polskiego ks. płk Stanisław Warchałowski, wicewojewoda śląski płk Jerzy Ziętek, płk Redlich, płk Kuczyński oraz przedstawiciele kopalń „Pokój”, „Kościuszko”, „Bankowa” i „Mała Panew”.
Pomimo reorganizacji i zmiany nazwy jednostki, na sztandarze nie dokonywano żadnych poprawek. Sztandar został przekazany do Muzeum Wojska Polskiego 1 lipca 1963.

## Wydarzenia

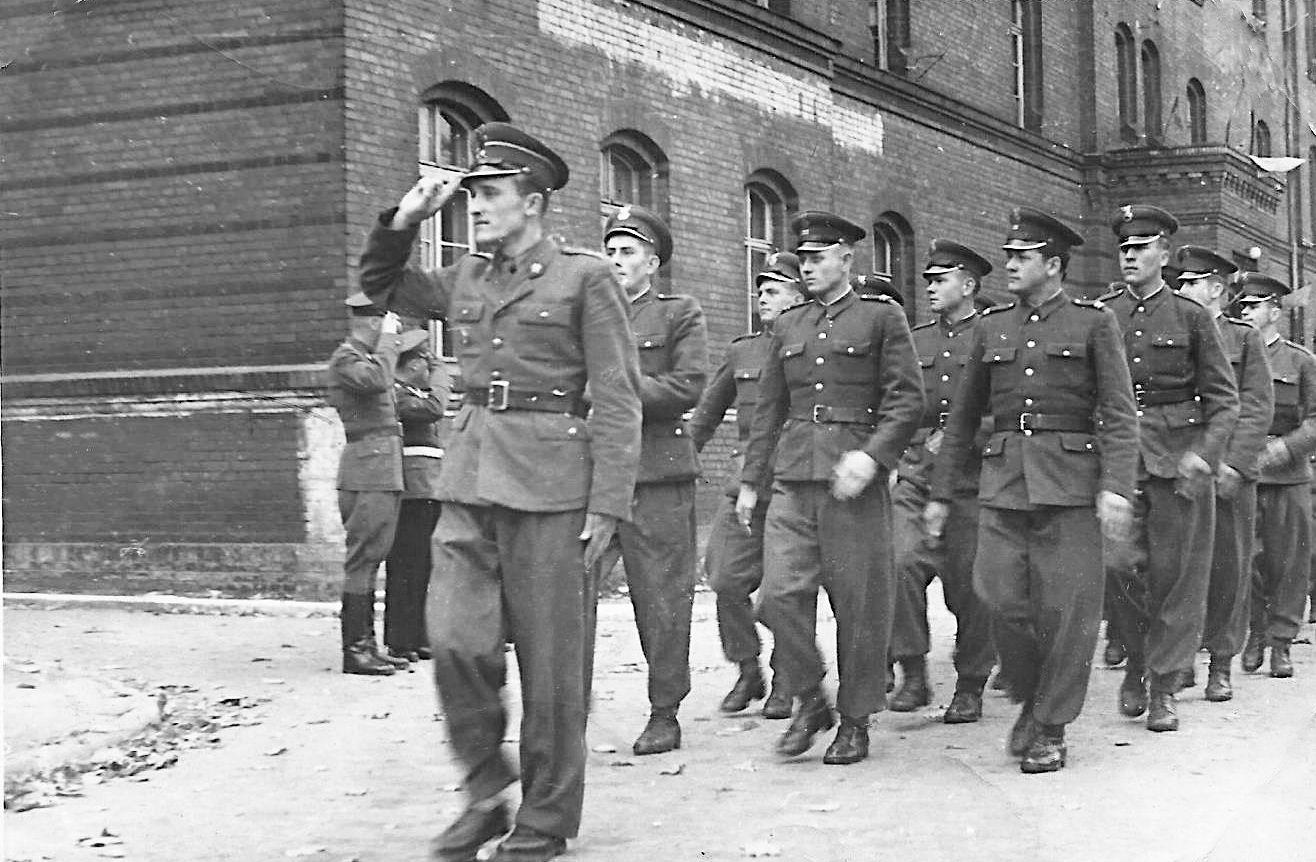
Żołnierze 4. Brygady WOP w czasie defilady. Prowadzący ppor. Anzelm Wrzosek (1951–1957)

- 1950 – brygada otrzymała pierwszą aparaturę kinową. Ruchome kina objazdowe zaczęły docierać do strażnic i GPK[10].
- 1951 – 13 marca doszło do dezercji sześciu żołnierzy, trzech z 223 strażnicy WOP Zwierzynie i trzech z 222a strażnicy WOP Pokrzywna oraz praczką, pod dowództwem i z inicjatywy sierż. Jana Kępy zastępcy dowódcy ds. specjalnych 222a strażnicy WOP Pokrzywna 45 batalionu WOP Prudnik. Dezerterów ujęto na terytorium Czechosłowacji, a następnie skazano na kary więzienia, a sierż. Kępę na karę śmierci, którą wykonano w Areszcie Śledczym w Bytomiu[11].
- 1952 – powstała w brygadzie orkiestra co dało nowe, większe możliwości rozwoju amatorskiej twórczości artystycznej[12].
- 1956 – 2 maja dowództwo Brygady na odcinku 41 batalionu WOP Ustroń, zorganizowało pod namiotami, sezonową strażnicę WOP z kadry zawodowej i żołnierzy służby zasadniczej 45 batalionu WOP Prudnik (dowódcą strażnicy był ppor. Edward Karpiuk), na płaskowyżu Soszów w celu zapobieżenia istniejącemu w tym rejonie przemytowi. Strażnica realizowała zadania pomiędzy szczytami „Czantoria”-„Stożek”, z bazą wyjściową w miejscowości Wisła. W czerwcu, w wyniku rykoszetu (teren górzysty, kamienie) po oddaniu serii strzałów ostrzegawczych z pistoletu maszynowego przez żołnierzy strażnicy, doszło do spowodowania zranienia w mosznę przemytnika, miejscowego górala[13].
- 1956 – koniec czerwca–początek lipca w okresie tzw. „Wypadków poznańskich”, przy linii granicznej i w strefie działania, odnajdywano pakunki zawierające ulotki z tzw. „bibułą”, przytwierdzone do balonów leżących na ziemi[14]. W związku z masowością zjawiska, żołnierze otrzymali zezwolenie na użycie broni, celem zestrzelenia nisko przelatujących balonów (nawet jeśli znajdowały się na terytorium czechosłowackim, ale w zasięgu ognia – to samo czynili pogranicznicy czechosłowaccy)[15].

## Sąsiednie brygady Wojsk Ochrony Pogranicza
- 3 Brygada Wojsk Ochrony Pogranicza ⇔ 5 Brygada Wojsk Ochrony Pogranicza.

## Żołnierze brygady
Dowódcy brygady
Dowódców 4 Brygady Wojsk Ochrony Pogranicza podano za: Stefan Gacek: Górnośląska Brygada WOP. Rys historyczny 1945–1991. s. 11.

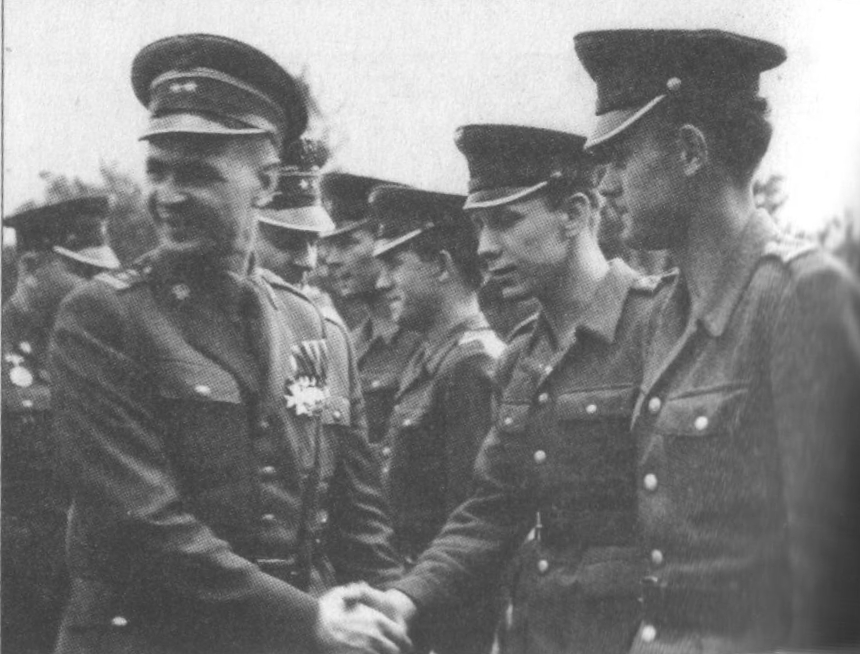
D-ca brygady ppłk Bolesław Bonczar wyróżnia żołnierzy – 4 Brygada WOP (1957)

- ppłk Michał Hakman (1.08.1950–30.06.1953)[16]
- ppłk Stanisław Czesławski (1.07.1953–15.09.1955)
- ppłk Teofil Bielecki (16.09.1955–8.02.1957)
- ppłk Eugeniusz Gumbarewicz p.o. (9.02.1957–1.09.1957)
- płk Bolesław Bonczar (2.09.1957–31.12.1957).

Podoficerowie
- st. sierż. Jan Kępa.